# Bộ chỉ huy tối cao Lực lượng Viễn chinh Đồng minh

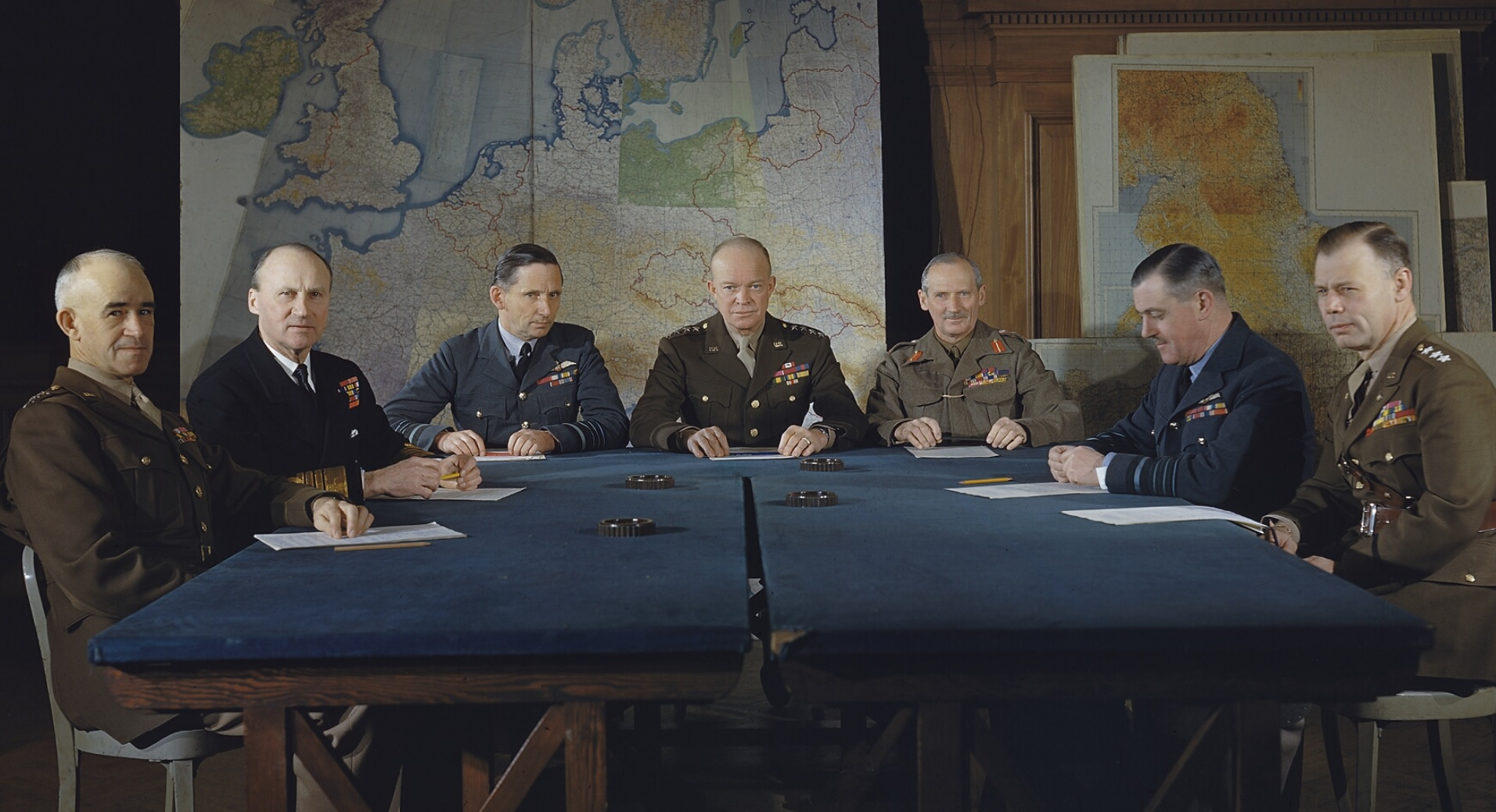
Các chỉ huy SHAEF tại một hội nghị ở London Từ trái sang phải: Trung tướng Omar N. Bradley, Đô đốc Sir Bertram Ramsay, Đại tướng Không quân Sir Arthur Tedder, Đại tướng Dwight D. Eisenhower, Đại tướng Sir Bernard Montgomery, Đại tướng Không quân Sir Trafford Leigh-Mallory và Trung tướng Walter Bedell Smith

Bộ chỉ huy tối cao Lực lượng Viễn chinh Đồng minh (tiếng Anh: Supreme Headquarters Allied Expeditionary Force - SHAEF ; /ˈʃeɪf/ SHAYF) là cơ quan chỉ huy các lực lượng Đồng minh ở Tây Bắc châu Âu, từ cuối năm 1943 cho đến khi Thế chiến thứ hai kết thúc. Đại tướng Hoa Kỳ Dwight D. Eisenhower là Chỉ huy trưởng của SHAEF trong suốt thời gian tồn tại của nó. Về bản chất, vai trò này có chung nhiệm vụ với Bộ tư lệnh tối cao quân Đồng Minh tại châu Âu và Bộ tư lệnh tối cao quân Đồng Minh tại Đại Tây Dương, tuy nhiên chúng là những cơ quan khác nhau.

## Lịch sử trong Thế chiến thứ hai
Eisenhower được chuyển từ vai trò chỉ huy trưởng Chiến trường Tác chiến Địa Trung Hải sang chỉ huy trưởng SHAEF, được thành lập tại Trại Griffiss, Bushy Park, Teddington, London, từ tháng 12 năm 1943; trụ sở tại một con phố liền kề tên là Shaef Way, và một cổng vào công viên được gọi là Shaef Gate, vẫn còn cho đến ngày nay. Southwick House được sử dụng làm trụ sở thay thế gần Portsmouth. Các nhân viên của nó đã lên kế hoạch phác thảo cho Chiến dịch Overlord do Trung tướng Sir Frederick E. Morgan, Tham mưu trưởng cho Tư lệnh tối cao quân Đồng Minh (Chief of Staff to the Supreme Allied Commander - COSSAC), và Thiếu tướng Ray Barker, lập ra. Morgan, người đã được bổ nhiệm làm tham mưu trưởng vào giữa tháng 3 năm 1943, bắt đầu lên kế hoạch cho cuộc đổ bộ vào châu Âu trước khi Eisenhower được bổ nhiệm  và đưa kế hoạch này thành phiên bản cuối cùng, được thực hiện vào ngày 6 tháng 6 năm 1944. Quá trình đó được định hình bởi Eisenhower và chỉ huy lực lượng trên bộ, Đại tướng Sir Bernard Law Montgomery, trong phần đầu của cuộc đổ bộ.
Chỉ huy sở của SHAEF vẫn ở lại Anh cho đến khi quân Đồng Minh đổ bộ thành công vào nước Pháp. Tại thời điểm đó, Montgomery không còn chỉ huy trưởng các lực lượng trên bộ nhưng tiếp tục làm Tổng tư lệnh Cụm tập đoàn quân 21 của Anh (21 AG) phụ trách cánh phía đông của đầu cầu Normandy. Cụm tập đoàn quân 12 của Mỹ (12 AG) do Trung tướng Omar Bradley chỉ huy phụ trách cánh phía tây của đầu cầu. Khi cuộc đột phá vào Normandy diễn ra, quân Đồng minh tiến hành cuộc tiến công vào miền nam nước Pháp vào ngày 15 tháng 8 năm 1944 với Cụm tập đoàn quân 6 của Mỹ (6 AG) dưới sự chỉ huy của Trung tướng Jacob L. Devers. Trong chiến dịch này, 6 AG nằm dưới quyền chỉ huy của Bộ chỉ huy Lực lượng Đồng minh (Allied Forces Headquarters - AFHQ) thuộc Chiến trường Tác chiến Địa Trung Hải, nhưng sau một tháng quyền chỉ huy được chuyển cho SHAEF. Vào thời điểm này, ba cụm tập đoàn quân đã giữ các hướng tiến công trên Mặt trận phía Tây cho đến khi kết thúc chiến tranh — 21 AG của Anh ở phía Bắc, 12 AG của Mỹ ở Trung tâm và 6 AG ở phía Nam. Đến tháng 12 năm 1944, SHAEF đã dời chỉ huy sở về Khách sạn Trianon Palace ở Versailles, Pháp. Vào tháng 2 năm 1945, nó chuyển đến Reims và vào ngày 26 tháng 5 năm 1945, SHAEF chuyển đến Frankfurt.

## Lực lượng thuộc quyền
SHAEF chỉ huy số lượng biên chế đơn vị lớn nhất từng tham gia vào một chiến dịch ở Mặt trận phía Tây, với các đơn vị của Mỹ, Pháp Tự do, lực lượng Lục quân Anh và Canada. Nó chỉ huy tất cả các lực lượng đổ bộ đường không của Đồng minh với tư cách là một Tập đoàn quân Dù, cũng như ba cụm tập đoàn quân, với tổng cộng tám tập đoàn quân dã chiến;
- Tập đoàn quân Nhảy dù 1 Đồng minh
- Cụm tập đoàn quân 21 Anh
  - Tập đoàn quân 1 Canada
  - Tập đoàn quân 2 Anh
- Cụm tập đoàn quân 12 Hoa Kỳ
  - Tập đoàn quân 1 Hoa Kỳ
  - Tập đoàn quân 3 Hoa Kỳ
  - Tập đoàn quân 9 Hoa Kỳ
  - Tập đoàn quân 15 Hoa Kỳ
- Cụm tập đoàn quân 6 Hoa Kỳ
  - Tập đoàn quân 1 Pháp
  - Tập đoàn quân 7 Hoa Kỳ

SHAEF cũng đã giữ quyền chỉ huy một lực lượng hải quân đáng kể trong Chiến dịch Neptune, giai đoạn tấn công Overlord, và hai lực lượng không quân chiến thuật: Không lực 9 Hoa Kỳ và Không lực 2 Chiến thuật RAF. Lực lượng máy bay ném bom chiến lược của Đồng minh tại Anh cũng được đặt dưới sự chỉ huy của SHAEF trong Chiến dịch Neptune.

## Chỉ huy và tham mưu cao cấp
|                                  | Tên                                                   | ảnh | Chi nhánh                                                            |
| -------------------------------- | ----------------------------------------------------- | --- | -------------------------------------------------------------------- |
| Chỉ huy trưởng                   | Thống tướng Lục quân Dwight D. Eisenhower             |     | Lục quân Hoa Kỳ                                                      |
| Phó chỉ huy trưởng               | Đại tướng Không quân Sir Arthur Tedder                |     | Không quân Hoàng gia Anh                                             |
| Tham mưu trưởng                  | Trung tướng Walter Bedell Smith                       |     | Lục quân Hoa Kỳ                                                      |
| Phó tham mưu trưởng (Tác chiến)  | Trung tướng Frederick E. Morgan                       |     | Lục quân Anh                                                         |
| Phó tham mưu trưởng (Hành chính) | Trung tướng Humfrey Gale                              |     | Lục quân Anh                                                         |
| Phó tham mưu trưởng (Không quân) | Trung tướng Không quân James Robb (to May 1945)       |     | Không quân Hoàng gia Anh                                             |
| Phó tham mưu trưởng (Không quân) | Thiếu tướng Không quân Roderick Carr (from June 1945) |     | Không quân Hoàng gia Anh                                             |
| Chỉ huy lực lượng mặt đất        | Thống chế Lục quân Sir Bernard Montgomery             |     | Lục quân Anh · Cụm tập đoàn quân số 21                               |
| Chỉ huy lực lượng mặt đất        | Trung tướng Omar Bradley                              |     | Lục quân Hoa Kỳ · Cụm tập đoàn quân số 12 · (activated 14 July 1944) |
| Chỉ huy lực lượng mặt đất        | Trung tướng Jacob L. Devers                           |     | Lục quân Hoa Kỳ · Cụm tập đoàn quân số 6 · (activated 29 July 1944)  |
| Tổng tư lệnh Không quân          | Trung tướng Không quân Sir Trafford Leigh-Mallory     |     | Không quân Hoàng gia Anh · AEAF                                      |
| Phó tổng tư lệnh Không quân      | Thiếu tướng Hoyt Vandenberg                           |     | United States Army Air Force                                         |
| Tư lệnh lực lượng Hải quân       | Đô đốc Sir Bertram Ramsay.                            |     | Hải quân Hoàng gia Anh                                               |
| Đại diện Pháp                    | Trung tướng Marie-Pierre Kœnig                        |     | Lục quân Pháp                                                        |
| Đại diện Liên Xô                 | Thiếu tướng Ivan Susloparov                           |     | Hải quân Liên Xô                                                     |

Các trưởng ban
- Bí thư, Bộ Tổng tham mưu: Đại tá Ford Trimble
- G-1: Thiếu tướng Ray Barker
- G-2 (Tình báo): John Whiteley,[10] sau đó là Thiếu tướng Kenneth Strong
- G-3: Thiếu tướng Harold Bull
- G-4: Thiếu tướng Robert Crawford
- G-5: Thiếu tướng Sir Roger Lumley sau đó là Trung tướng Arthur Edward Grasett
- Ban Cung ứng / Liên lạc: Trung tướng John CH Lee

Sĩ quan chính trị
- Đại sứ William Phillips (Hoa Kỳ)
- Ông Charles Peake (Anh)
- Ông Christopher Steel (Anh)
- Ông Samuel Reber (Mỹ)
- Đại sứ Robert Daniel Murphy (Hoa Kỳ)

## Các phái bộ
| Quốc gia               | Tên                                   | Nhánh           | Chức vụ                                   |
| ---------------------- | ------------------------------------- | --------------- | ----------------------------------------- |
| Belgium & · Luxembourg | Thiếu tướng George Erskine            | Lục quân Anh    | Trưởng phái bộ                            |
| Belgium & · Luxembourg | Đại tá John B. Sherman                | Lục quân Hoa Kỳ | Phó trưởng phái bộ (đặc trách Bỉ)         |
| Belgium & · Luxembourg | Đại tá F. E. Fraser                   | Lục quân Hoa Kỳ | Phó trưởng phái bộ (đặc trách Luxembourg) |
| France                 | Thiếu tướng John Taylor Lewis         | Lục quân Hoa Kỳ | Trưởng phái bộ                            |
| France                 | Thiếu tướng Harold Redman             | Lục quân Anh    | Phó trưởng phái bộ                        |
| Netherlands            | Thiếu tướng John George Walters Clark | Lục quân Anh    | Trưởng phái bộ                            |
| Netherlands            | Chuẩn tướng George P. Howell          | Lục quân Hoa Kỳ | Phó trưởng phái bộ                        |
| Denmark                | Thiếu tướng R. H. Dewing              | Lục quân Anh    | Trưởng phái bộ                            |
| Denmark                | Đại tá Ford Trimble                   | Lục quân Hoa Kỳ | Phó trưởng phái bộ                        |
| Norway                 | Đại tướng Sir Andrew Thorne           | Lục quân Anh    | Trưởng phái bộ                            |
| Norway                 | Đại tá Charles H. Wilson              | Lục quân Hoa Kỳ | Phó trưởng phái bộ                        |

Sau khi Đức đầu hàng, SHAEF được giải thể vào ngày 14 tháng 7 năm 1945.